# Phanias harfordi
Phanias harfordi är en spindelart som först beskrevs av Peckham, Peckham 1888.  Phanias harfordi ingår i släktet Phanias och familjen hoppspindlar. Inga underarter finns listade i Catalogue of Life.